# Marco Kreuzpaintner

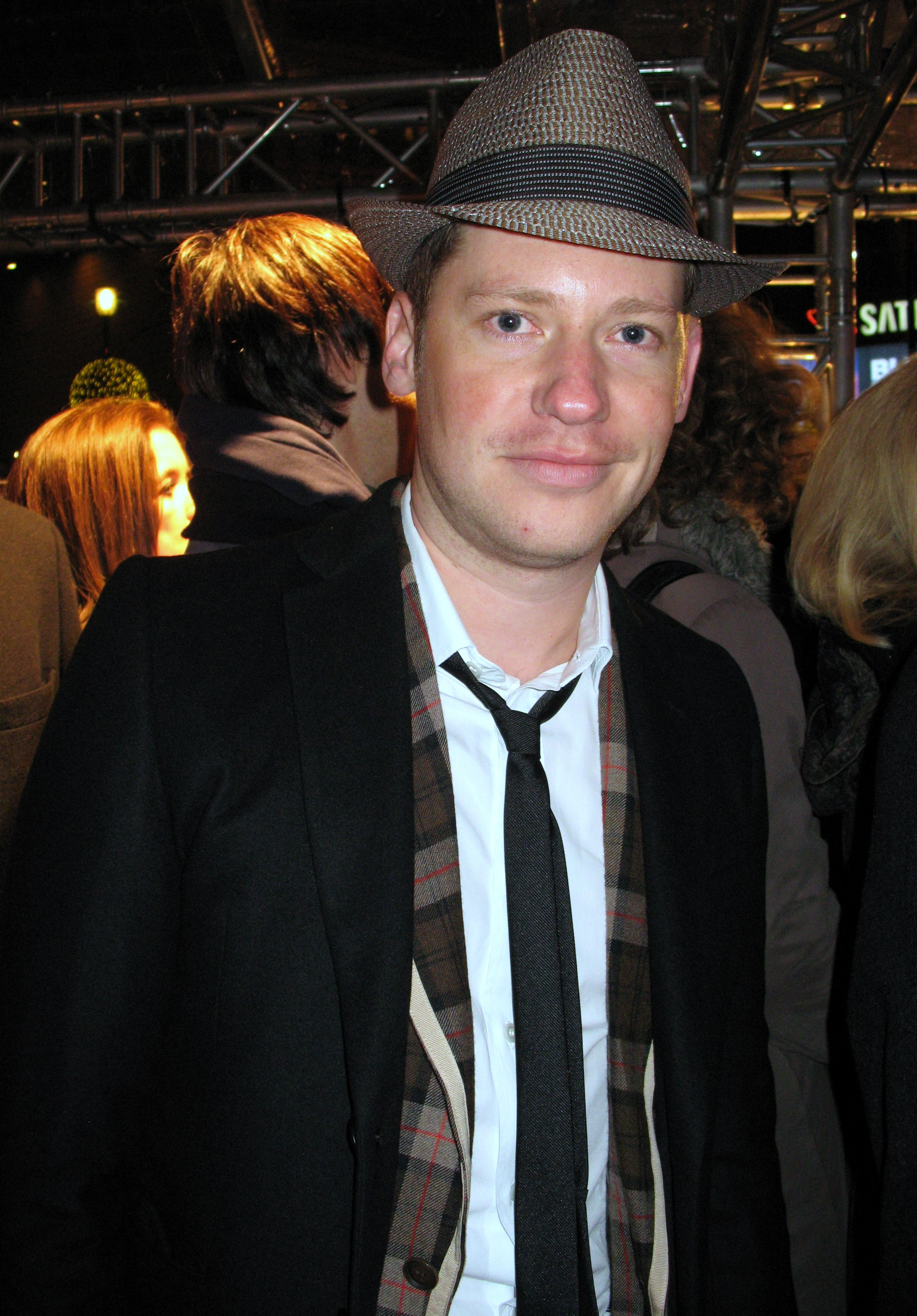
Marco Kreuzpaintner in 2009

Marco Kreuzpaintner (Rosenheim, 11 maart 1977) is een Duits filmregisseur, filmproducent en scenarioschrijver.

## Biografie
Kreuzpaintner studeerde kunstgeschiedenis in Salzburg. Hij was als regisseur autodidact maar had een achtergrond in film-, reclame- en muziekvideoproductie. Hij was assistent van de Duitse regisseur Peter Lilienthal en in 1998 van regisseur Edgar Reitz. In 1999 nam hij de taak van assistent nasynchronisatie over voor de Duitstalige versie van Stanley Kubricks film Eyes Wide Shut.
In hetzelfde jaar trok zijn eerste korte film Entering Reality de aandacht op filmfestivals. Met Oliver Weiss richtte hij in 1999 de productiemaatschappij Die Filmmanufaktur op. In 2000 maakte hij de korte film Der Atemkünstler, die voor de talentenprijs First Steps genomineerd werd, en in 2002 de pilotfilm Rec - Kassettenmädchen/Kassettenjungs voor televisie.
In 2003 kwam zijn eerste speelfilm Ganz und gar in de bioscoop, waarin het leven van iemand met een geamputeerd been werd geschilderd. In 2004 volgde de dramafilm Sommersturm (Zomerstorm), waarvan het verhaal volgens Kreuzpaintner grotendeels overeenkomt met zijn eigen coming-out als jonge homoseksueel. In 2006 volgde het scenario voor Die Wolke, een verfilming van de jeugdroman van de Tsjecho-Slowaakse schrijfster Gudrun Pausewang. In 2007 verscheen in diverse landen de speelfilm Trade in de bioscoop, die draaide rond het thema mensenhandel, gedwongen prostitutie en moderne slavernij. De film werd bekroond met de Hessischer Filmpreis. Trade werd geproduceerd door Rosilyn Heller en zou aanvankelijk geregisseerd worden door Roland Emmerich. Omdat Emmerich op dat moment echter de regie van 10,000 BC voorbereidde, zocht hij een andere regisseur, en daarbij leerde hij in 2003 in München Kreuzpaintner kennen. Op 9 oktober 2008 ging in de Duitse bioscopen Krabat in première, een verfilming van Otfried Preußlers gelijknamige jeugdboek. De hoofdrolspelers in deze film waren Robert Stadlober, Daniel Brühl en David Kross.
In 2009 richtte Kreuzpaintner in Berlijn het productiebedrijf Summerstorm Entertainment op, waarvan ook de producenten Gabriela Bacher en Fabian Wolfart deelgenoot uitmaken. Tot de projecten van dit bedrijf behoort een Braziliaans-Duitse coproductie met de werktitel Her Name Was Lola. Deze romantische komedie zou in het Engels worden opgenomen en gaan over een vrouw uit Londen die op een jonge man uit Rio de Janeiro verliefd wordt. De Braziliaanse acteur Jonathan Haagensen zou de mannelijke hoofdrol voor zijn rekening nemen.
Marco Kreuzpaintner is lid van het Bundesverband Regie, de Directors Guild of America, de Deutsche Filmakademie en de European Film Academy.